# رخصة القيادة في كرواتيا
في كرواتيا, رخصة القيادة (بالكرواتية:vozačka dozvola) هو نوع من أنواع الترخيص تمنحه الحكومة للمواطنين الذين يطلبون بها. تسمح الرخصة لحامليها بقيادة السيارات على الطرق العامة.
حتى عام 2013, كانت رخصة القيادة الكرواتية تحتوي على كتيب وردي اللون، والذي كان شائعًا في أوروبا في ذلك الوقت. مطلوب كتيب منفصل لكل مصادقة فئة مركبة. كان هذا قبل اعتماد البرلمان الأوروبي للتوجيه 2006/126/ EC للمفوضية الأوروبية، التي كلفت بإنشاء رخصة قيادة أوروبية واحدة. منذ عام 2013 ، يتم إصدار تراخيص القيادة الكرواتية في شكل نمط بطاقة ائتمان الاتحاد الأوروبي القياسية. مطلوب بطاقة واحدة فقط لكل حامل ترخيص لأنها تحتوي على معلومات عن جميع فئات المركبات التي تسمح لحاملها بالعمل. يبقى الترخيص القديم (قبل 2013) صالحًا حتى انتهاء صلاحيته، أو حتى عام 2033 ، على حسب أيهما أقرب.
يمكن الحصول على الترخيص لأي فئة بعد الانتهاء من مدرسة القيادة واجتياز اختبار على مرحلتين واختبار النظرية واختبار الطريق، والذي يختبر مدى معرفة السائق المحتمل لقواعد الطريق بما في ذلك حدود السرعة في كرواتيا.
الحد الأدنى لسن الحصول على رخصة قيادة الكرواتية يختلف. بالنسبة للسيارات، هي 18 سنة، لكن السائقين الشباب يسمح لهم فقط بقيادة السيارة تحت نظام أكثر صرامة حتى عمر 24 سنة. بالنسبة لبعض الدراجات النارية يكون 24 أو 20 بعد سنتين من الاختبار مع رخصة دراجة نارية أخرى.